# Тарасова, Ирина Ивановна
Ирина Ивановна Тарасова (род. 15 апреля 1987 года, Ковров, Владимирская область) — российская легкоатлетка, специализирующаяся на толкании ядра, трёхкратная чемпионка Универсиад.

## Биография
Ирина Тарасова, выступая в юниорских турнирах, стала вице-чемпионом Европы (2005; Каунас) и бронзовым призёром чемпионата мира (2006, Пекин).
На молодёжных стартах становилась чемпионкой (2007; Дебрецен) и вице-чемпионкой (2009; Каунас) Европы.
На летних Универсиадах трижды поднималась на верхнюю ступень пьедестала (2007, 2011, 2013).
Принимала участие в Олимпиаде-2012 в Лондоне, где показала 8-й результат: 19,00.
На чемпионате мира 2013 года в Москве квалифицировалась с результатом 18,37 м.
Лучшими результатами являются:
- 19,35 м (на открытом воздухе) — 27.05.2012 (Сочи, Россия)
- 18,76 м (в помещении) — 21.01.2012 (Волгоград, Россия)